# Chalid Arrab
Chalid Arrab, né le 28 mai 1975 à Cologne en Allemagne, est un kick-boxeur et pratiquant allemand d'arts martiaux mixtes (MMA) d'origine marocaine.
Chalid Arrab évolue en MMA et dans les règles du K-1 pour lequel il a effectué quelques combats, notamment lors d'un tournoi à Paris. Pour le kick-boxing, Arrab bénéficie de l'expérience de son camarade d'entraînement Stefan Leko.

## Palmarès

### Palmarès en arts martiaux mixtes
À la date du 5 novembre 2005, Chalid Arrab compte 10 combats pour 7 victoires contre 3 défaites.
Les victoires :
- 29/04/2000 contre Spartak Kochnev par KOT ;
- 22/04/2001 contre Peter Varga par soumission ;
- 11/11/2001 contre Roman Zentsov par KO ;
- 15/02/2002 contre Stanislav Nuschik par KO ;
- 05/10/2003 contre Rodney Faverus par décision ;
- 26/03/2005 contre Yukiya Naito par décision ;
- 05/11/2005 contre Hiromitsu Kanehara par décision ;

### Palmarès en kick-boxing
11 combats, 6 victoires, 5 défaites.
- 02/06/2002 VIC contre Ryushi Yanagisawa par KOT 3 R (K-1)
- 14/06/2003 VIC contre Pele Reid par décision 3 R (K-1 Tournoi 1/4)
- 14/06/2003 DEF contre Cyril Abidi par KO 2 R (K-1 Tournoi 1/2)
- 13/08/2005 VIC contre Hiraku Hori par décision 3 R (K-1 Tournoi 1/4)
- 13/08/2005 DEF contre Scott Lighty par décision 3 R (K-1 Tournoi 1/2)
- 29/04/2006 VIC contre Sean O'Haire par KO 1 R (K-1 Tournoi 1/4)
- 29/04/2006 DEF contre Carter Williams par décision 3 R (K-1 Tournoi 1/2)
- 29/04/2006 VIC contre Gary Goodridge par KO 3 R (K-1 Tournoi Finale)
- 30/09/2006 VIC contre Musashi par décision 3 R (K-1 GP 1/8)
- 02/12/2006 DEF contre Ernesto Hoost par décision 4 R (K-1 GP 1/4)
- 29/09/2007 DEF contre Glaube Feitosa par décision 3 R (K-1 GP 1/8)